# Boys (film, 2003)
Pour les articles homonymes, voir Boys.
Pour plus de détails, voir Fiche technique et Distribution.
Boys (titre français : Adolescents[réf. souhaitée] ; en Inde : Boys ; en tamoul : பாய்ஸ்ி) est un film tamoul de S. Shankar sorti en 2003. Sa bande originale est composée par A.R. Rahman

## Synopsis
C'est l'histoire de cinq adolescents qui sont des très bons amis. L'un des 5 nommé Munna (Siddharth Narayan) de ce groupe de garçons tombe amoureux de Harini et elle compte trop pour lui. Quand les parents apprennent qu'ils sont amoureux. Ils les séparent. Après de nombreuses obstacles Munna et Harini et ses amis s'échappent de leur maisons respectifs et se marient. Les amis de Harini et Munna soutiennent ce jeune couple. Ils trouvent leurs forces et leurs talents cachés. Ils forment un groupe appelé « Boys ». Le groupe des Boys réussiront dans leurs efforts et deviendront célèbres et très riche malgré toutes les difficultés qu'ils avaient à faire face.

## Fiche technique
- Titre : Boys
- Titre original : பாய்ஸ
- Langues : Tamil
- Réalisateur : S. Shankar
- Pays : Inde
- Date de sortie : 2003 (Inde)
- Musique : A.R. Rahman
- Producteurs : A.M. Rathnam
- Durée : 145 min

## Distribution
- Siddharth Narayan : Munna
- Genelia D'Souza : Harini
- Vivek : Mangalam Sir
- Bharath : Babu Kalyanam
- Nakul : Juju